# Mucuna sloanei
Mucuna sloanei là một loài thực vật có hoa trong họ Đậu. Loài này được Fawc. & Rendle miêu tả khoa học đầu tiên.